# 布里松-圣伊诺桑
布里松-圣伊诺桑（法語：Brison-Saint-Innocent，法語發音：[bʁizɔ̃ sɛ̃.t‿inɔsɑ̃]）是法国萨瓦省的一个市镇，属于尚贝里区。该市镇于1790-1794年间由布里松（Brison）和圣伊诺桑（Saint-Innocent）合并而成。

## 地理
布里松-圣伊诺桑（45°43'22"N, 5°53'26"E）面积8.75 平方千米，位于法国奥弗涅-罗讷-阿尔卑斯大区萨瓦省，该省份为法国东部省份，历史上为薩伏依的一部分，北起上萨瓦省，西接伊泽尔省和安省，南部和东部与上阿尔卑斯省和意大利接壤。
与布里松-圣伊诺桑接壤的市镇（或旧市镇、城区）包括：艾克斯莱班、拉比奥勒、拉沙佩勒迪蒙迪沙、格雷西叙艾克斯、昂特勒拉克。
布里松-圣伊诺桑的时区为UTC+01:00、UTC+02:00（夏令时）。

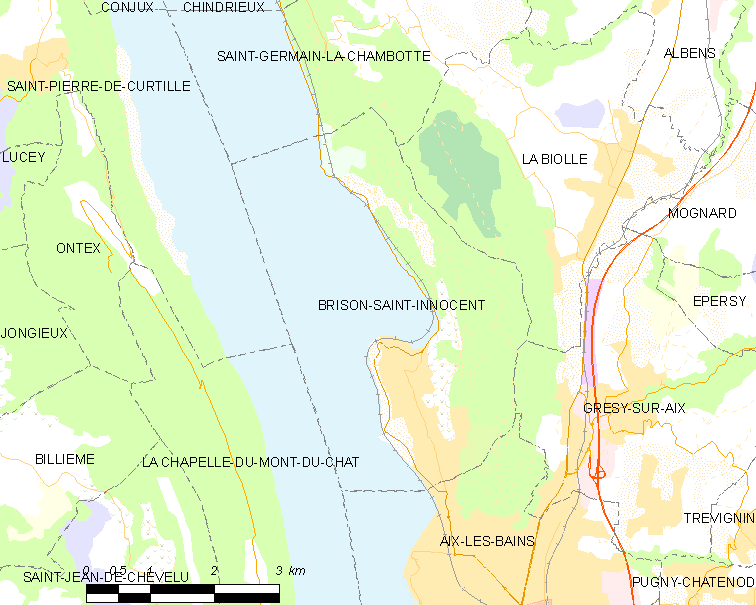
布里松-圣伊诺桑的OSM定位图

## 行政
布里松-圣伊诺桑的邮政编码为73100，INSEE市镇编码为73059。

## 政治
布里松-圣伊诺桑所属的省级选区为艾克斯莱班第一县。

## 人口

1962-2008年间布里松-圣伊诺桑人口变化图示

布里松-圣伊诺桑于2022年1月1日时的人口数量为2443人。